# Cliomantis cornuta
Cliomantis cornuta är en bönsyrseart som beskrevs av Giglio-tos 1913. Cliomantis cornuta ingår i släktet Cliomantis och familjen Amorphoscelidae. Inga underarter finns listade i Catalogue of Life.